# Accesión
En general, la accesión es un modo de adquirir la propiedad y un derecho real (derecho de accesión), que se atribuye al propietario del suelo, y le permite hacer suyo todo aquello que quede unido y acrezca a dicho suelo, ya sea en forma natural o artificial, bajo el principio superficie solo cedit. En el caso de los bienes muebles el principio accessorium sequitur principali permite que la inseparabilidad de dos o más bienes determine la adquisición del resultante en favor del dueño del bien calificable como principal.

## Clases de accesión
- Accesión discreta o de frutos. Por ella el dueño del suelo pasa a ser dueño de aquello que brota del mismo en forma natural, o como consecuencia del cultivo del mismo.
- Accesión continua: Es por la que se adquiere la propiedad sobre lo que se une o incorpora, natural o artificialmente a una cosa, en calidad de accesoria y de modo inseparable.

### Accesión discreta o de frutos
Según el art. 354 del Código Civil español, cualquier tipo de fruto pertenece al propietario, por tanto la adquisición discreta o adquisición de frutos es una mera consecuencia o derivación de la facultad de goce con que cuenta el propietario.
Pese a encontrarse la adquisición discreta regulada en el capítulo del Código Civil español dedicado a regular el "derecho de accesión", hay que distinguir entre la accesión propiamente dicha que ha de configurarse como un modo independiente de adquirir, y la adquisición de frutos denominada clásicamente "accesión discreta".

### Accesión propiamente tal o continua
Aquella que se presenta cuando se unen dos o más cosas de diferentes dueños, de manera que una vez unidas constituyen un todo indivisible respecto del cual se aplica el principio de que "'lo accesorio sigue la suerte de lo principal".
Se distinguen tres categorías de accesión:
- Accesión inmobiliaria: en términos generales, esta accesión tiene lugar en los caso de edificación, plantación y siembra ejecutadas en un inmueble cuando los materiales, plantas o semillas pertenecen a una persona distinta del dueño del inmueble.
- Accesión de mueble a inmueble o mixta: se entiende como las cosas puestas que se adhieren a un bien inmueble pasan a ser cosas inmuebles por la naturaleza que los crea, por ejemplo: las herramientas de trabajo en una hacienda.
- Accesión mobiliaria: tiene lugar cuando dos bienes muebles de distintos dueños se unen.

## Características de la accesión
- Es un modo de adquirir originario. Véase Aquí la adquisición de la cosa se produce con independencia de otro derecho sobre la cosa.
- Es un modo de adquirir a título singular. No cabe accesión respecto de universalidades.
- Es un modo de adquirir a título gratuito. Se debe hacer la prevención de que en determinadas hipótesis la ley obliga a la persona que ha adquirido por accesión la obligación jurídica de tener que indemnizar al dueño de la cosa accedida.
- Es un modo de adquirir entre vivos. Porque no exige la muerte para operar.

## Formas de accesión
- Frutos. Lo que la cosa da periódicamente y sin un detrimento sensible para su naturaleza, Ej. La manzana del árbol (fruto natural) o la renta del arrendamiento (fruto civil).
- Productos. Son aquellas cosas que derivan de la cosa madre, pero sin periodicidad y con disminución de la sustancia de dicha cosa, Vg. La madera del árbol.

## Regulación por países

### Chile
En el caso chileno, el Código Civil parece confundir o usar como sinónimos frutos y productos. Siendo que no son lo mismo. 
La accesión está regulada en el artículo 644 y siguientes del Código Civil, las reglas comunes de los frutos, los clasifica en frutos naturales y civiles. El artículo 644 define frutos naturales como "los que da la naturaleza ayudada o no de la industria humana". Por otro lado el artículo 645 diferencia situaciones en que se pueden encontrarse los frutos:
- Pendientes: los que se adhieren todavía a la cosa que los produce, como las plantas arraigadas en el suelo.
- Percibidos: los que han sido separado de la cosa productiva, como las maderas cortadas.
- Consumidos: los que se han consumido verdaderamente o se han enajenado. Aquí la ley se quiso referir a la forma de consumición natural y jurídica.

### España
La accesión está regulada detalladamente en los artículos 353 y siguientes del Código civil en los que fundamentalmente se fijan las reglas para determinar quién de los propietarios de la cosa mueble o inmueble, en las que concurre la accesión, queda con la propiedad de las cosas que se les une o adhiere a su bien, todo ello dependiendo si el propietario de la cosa o el que provoca la accesión (al construir o plantar en finca o cosa ajena) han obrado de buena o mala fe. Se distinguen dos figuras de accesión continua:
- La accesión inmobiliaria: Es la que se produce al unirse dos cosas inmuebles interesándose el Código Civil por las derivadas de las corrientes fluviales (aluvión, avulsión, formación de islas) y por las construcciones, plantaciones y siembras hechas en fundo o terreno ajeno concurriendo en este último supuesto la regla general de "superficies solo cedit" por la que, al otorgar una mayor importancia al suelo, la construcción, plantación o siembra hecha en suelo ajeno pasa a pertenecer al dueño de este último.
- La accesión mobiliaria: El Código hace referencia a 3 fundamentales:

- Unión o adjunción: Por la que se unen dos cosas muebles pertenecientes a distinto dueño pasando a formar una sola y cuyos elementos integrantes son fácilmente identificables pero inseparables sin detrimento de la cosa. Aquí rige la regla de accessorium sequitur principali por la que la cosa accesoria pasa a ser del propietario de la principal, salvo que la accesoria sea de mayor valor o que exista mala fe por parte del propietario de la cosa principal. Por ejemplo: Instalación en un coche de un motor que resulta ser de otra persona.
- Mezcla o confusión: La diferencia con el caso anterior es que las cosas unidas no pueden diferenciarse a simple vista. Por ejemplo: la mezcla de dos líquidos.
- Especificación: Se produce al utilizar materia ajena para crear obras de nueva especie. Por ejemplo: Un bloque de piedra ajeno para realizar una escultura.

Por su parte, en cuanto a la accesión discreta, la doctrina española no la considera una forma de accesión sino más bien una de las consecuencias o facultades del libre aprovechamiento de la cosa de la que se es propietario (lo que en derecho romano se llamaba ius fruendi). Aun así en el Código civil se distinguen tres tipos de frutos en el a.355 (atribuyendo el a.354 los tres al propietario de la cosa): 
- Naturales: Las producciones espontáneas de la tierra, los productos de los animales y sus crías.
- Industriales: Son los que derivan de los fundos de toda clase a consecuencia del cultivo o laboreo.
- Civiles: Son los alquileres de los edificios, importe de los arrendamientos de fincas y el precio de las rentas perpetuas, vitalicias y análogas.